# Schefflera oreopola
Schefflera oreopola är en araliaväxtart som beskrevs av Hermann August Theodor Harms. Schefflera oreopola ingår i släktet Schefflera och familjen araliaväxter. Inga underarter finns listade.